# Helsinge Station
Helsinge Station er en jernbanestation i Helsinge, nord for København. Stationen ligger mellem Helsinge gågade og Gribskov Gymnasium. Der er fem minutters gang til Høbjerg Hegn.
Stationen serviceres af Gribskovbanen og Movia, der henholdsvis opererer med tog til Tisvildeleje og Hillerød og busforbindelser til bl.a. Hillerød, Græsted og Gilleleje. Stationsbygningen har billetsalg, ventesal og toilet.